# سینک (شمیرانات)
سینَک یکی از روستاهای دهستان لواسان کوچک بخش لواسانات در شهرستان شمیرانات استان تهران ایران است.
این آبادی کهنه و قدیمی است و نامش در کتابهای طرائق الحقایق و تاریخ رویان و طبرستان مرعشی به همراه هنزک آمده‌ است. مجدالملک سینکی، از رجال و نویسندگان عصر قاجار، اهل سینک بود.

## جمعیت
جمعیت این روستا بر اساس سرشماری سال ۱۳۸۵ حدود ۱۱۶ نفر و ۳۹ خانوار بوده‌ است.

## مردم
مردم روستای سینک طبری‌تبار هستند و زبان‌شان طبری است.